# Parornix arbitrella
Parornix arbitrella là một loài bướm đêm thuộc họ Gracillariidae. Nó được tìm thấy ở Hoa Kỳ (Pennsylvania và Maine).
Ấu trùng ăn Vaccinium corymbosum. Chúng ăn lá nơi chúng làm tổ.